# Ellecom
Ellecom is een van de zeven dorpen van de gemeente Rheden in de Nederlandse provincie Gelderland. Ellecom is een van de oudste dorpen van de Veluwe.
Het dorp met zijn vele groen en parken ligt ingeklemd tussen de onzalige bossen van de Veluwezoom en de uiterwaarden van de rivier de IJssel. Het heeft 1.025 inwoners (per 1 januari 2023). In het dorp staat een hervormde kerk met romaanse toren uit de 12de eeuw. Het gotische koor van de kerk stamt uit de 15e eeuw. De kerk heeft een sterke binding met de bewoners van kasteel Middachten. 
In Ellecom ligt het landgoed Avegoor. In de Tweede Wereldoorlog werd dit gebruikt als  opleidingsinstituut voor de Nederlandsche SS en een tijdlang gebruikt als werkkamp voor Nederlandse Joden. Nu is het in gebruik als hotel en conferentiecentrum.
In de oorlog werd het dorp op 23 februari 1945 in het hart getroffen door een haperende V1-raket van het Duitse leger. Daarbij werd het landhuis Groot-Bergstein verwoest.
Aan de rand van het dorp bevindt zich ook de belangrijkste gemeente van de Gemeente van Zevende Dags Adventisten Reformatiebeweging.

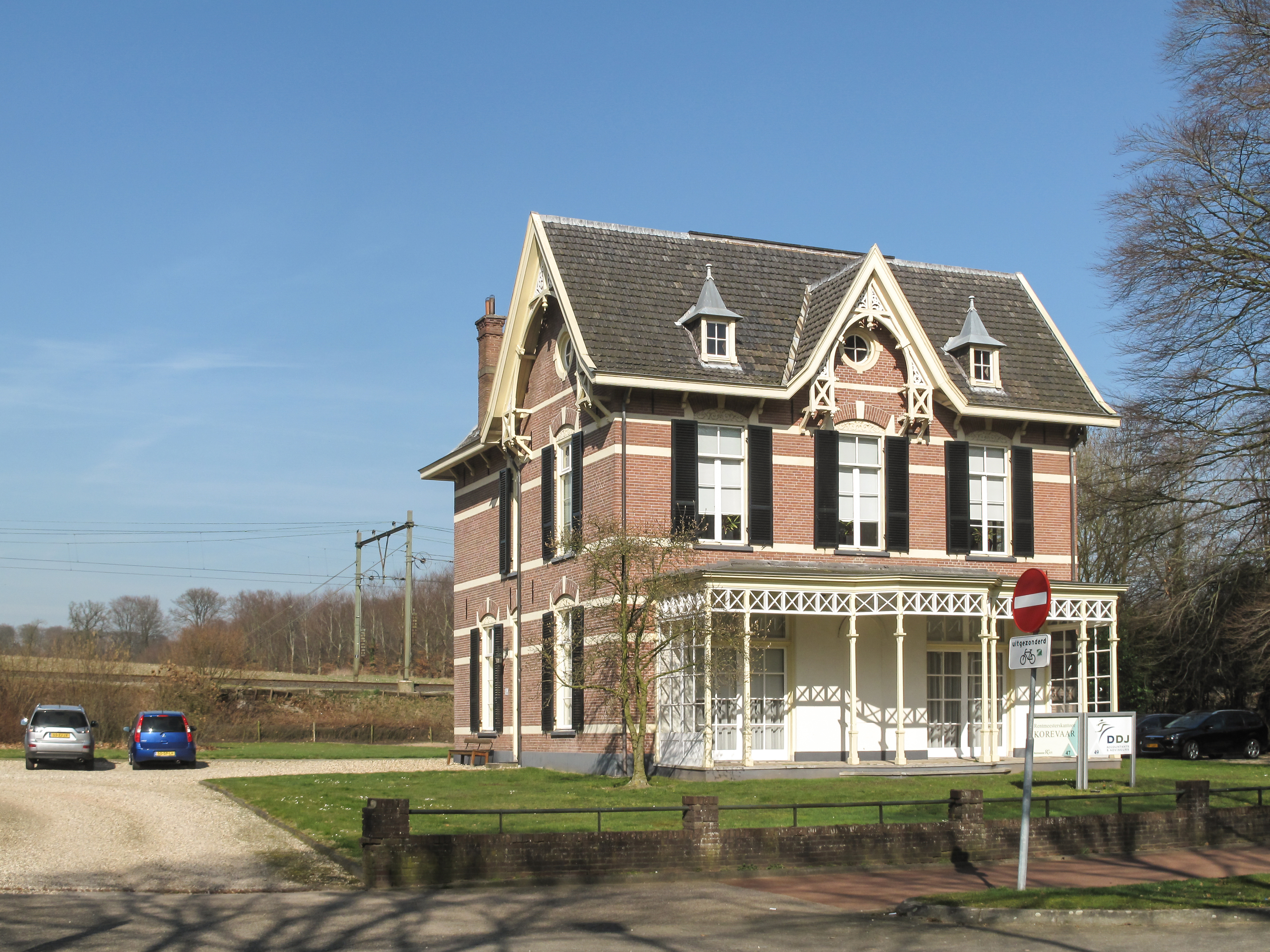
Rentmeesterkantoor Korevaar

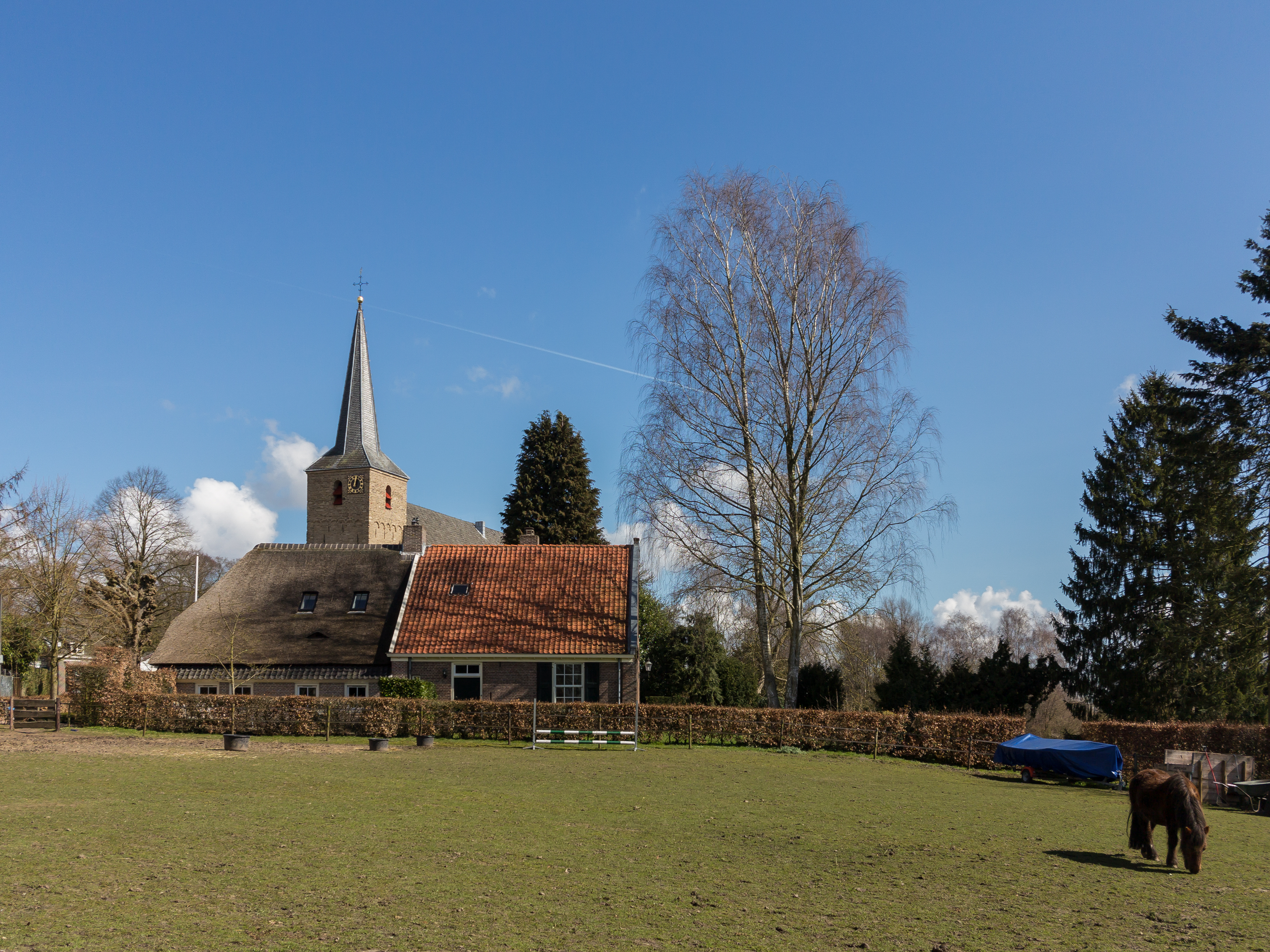
De Dorpskerk

## Geboren
- Henri Evers (1855–1929), architect
- Ann Flower (1885–1995), eeuweling
- Gerrit Jan Rutgers (1877–1962), architect

## Woonachtig (geweest)
- Willem Barnard (1920-2010), theoloog, schrijver
- Dirk Jakobus Klink (1892-1960), civiel ingenieur

## Overleden
- Simon Vissering (1818–1888), Nederlands journalist, hoogleraar, minister van Financiën
- Paulus Johannes Elout van Soeterwoude (1873–1956), gemeentebestuurder
- Mies Elout-Drabbe (1875-1956), schilderes en tekenares